# En tête à tête
Albums de 
-M-
M au Spectrum
(2005) Les Saisons de passage
(2010)
En tête à tête est le troisième album live de Matthieu Chedid, sorti en 2005. 
Ce double album est le live de sa tournée Qui de nous deux ?, de février 2004 à juin 2005. On trouve la chanson En tête à tête, qu'il chante en duo avec le public. Chanson inédite, il apprend les paroles du refrain au public qui la reprend en chœur.
Il réalise cette tournée avec Vincent Ségal (violoncelle électrique, kass-kass, orgue, guitare, basse), Cyril Atef (batterie, percussions, ambiance, claviers, chœurs), DJ Shalom (platines, claviers, basse, guitare, batterie, chœurs), Sébastien Martel (guitare, lapsteel, chœurs).

## Réception
Selon l'édition française du magazine Rolling Stone, cet album est le 68e meilleur album de rock français.
Vente: 200.000

## Liste des titres
| 1.  | Mon ego                 | 3:19 |
| 2.  | Monde virtuel           | 5:14 |
| 3.  | Attaba                  | 2:15 |
| 4.  | La Bonne Étoile         | 5:21 |
| 5.  | Souvenir du futur       | 7:43 |
| 6.  | Le Blues de Metz        | 3:23 |
| 7.  | Quand je vais chez elle | 3:15 |
| 8.  | Onde sensuelle          | 4:58 |
| 9.  | À tes souhaits          | 4:01 |
| 10. | Mama Sam                | 6:26 |
| 11. | Ma mélodie              | 5:09 |

| 1.  | Psyko Bug          | 4:31 |
| 2.  | Le Bug             | 4:20 |
| 3.  | Zénitude           | 3:56 |
| 4.  | Corde sensible     | 3:51 |
| 5.  | Peau de fleur      |      |
| 6.  | C'est pas ta faute | 3:38 |
| 7.  | Je me démasque     | 3:59 |
| 8.  | Je dis aime        | 5:26 |
| 9.  | Qui de nous deux   | 7:17 |
| 10. | Ton écho           | 7:35 |
| 11. | En tête à tête     | 3:55 |
| 12. | L'Inattendue       | 7:34 |